# Rudzk (Białoruś)
Rudzk, Ruck (biał. Рудск, Rudsk; ros. Рудск, Rudsk) – agromiasteczko na Białorusi, w obwodzie brzeskim, w rejonie janowskim, w sielsowiecie Rudzk, nad Niesłuchą i przy drodze republikańskiej R144.

## Historia
Dawniej wieś i folwark. W XIX i w początkach XX w. położony był w Rosji, w guberni mińskiej, w powiecie pińskim, w gminie Duboje, następnie Brodnica. Folwark był wówczas własnością Czechowskich.
W dwudziestoleciu międzywojennym leżał w Polsce, w województwie poleskim, w powiecie pińskim, w gminie Brodnica. W 1921 wieś liczyła 231 mieszkańców, zamieszkałych w 47 budynkach. Wszyscy oni byli Białorusinami. 227 mieszkańców było wyznania prawosławnego i 4 mojżeszowego. Folwark liczył 4 mieszkańców, zamieszkałych w 1 budynku. Wszyscy oni byli Białorusinami wyznania prawosławnego.
Znajdował się tu wówczas przystanek kolejowy Ruck linii wąskotorowej Janów Poleski - Kamień Koszyrski (obecnie nieistniejącej). Położony był on pomiędzy stacją Janów Poleski a przystankiem Korzeliczyn.
Po II wojnie światowej w granicach Związku Radzieckiego. Od 1991 w niepodległej Białorusi.